# Lotta ai VII Giochi del Mediterraneo
I tornei di lotta ai VII Giochi del Mediterraneo si sono svolti nel settembre 1975 ad Algeri, in Algeria.
Il programma ha previsto tornei di lotta libera e lotta greco-romana maschile, con 10 categorie per ciascuna disciplina.

## Podi

### Lotta libera
| Evento  | Oro                | Argento                 | Bronzo                |
| 48 kg   | Mehmet Cambaz      | Claudio Polio           | Mohamed Nahlaoui      |
| 52 kg   | Diego Lo Brutto    | Bambis Cholidis         | Fehmi San             |
| 57 kg   | Mehmet Emin Şimşek | Jeorjos Chadziioanidis  | Risto Darlev          |
| 62 kg   | Shaban Sejdiu      | Panagiotis Koutsoupakis | Théodule Toulotte     |
| 68 kg   | Mehmet Sarı        | Stefanos Ioannidis      | Ace Jordanov          |
| 74 kg   | Servet Aydemir     | Kiro Ristov             | Giuseppe Spagnoli     |
| 82 kg   | Mehmet Uzun        | André Bouchoule         | Iordanis Karageorgiou |
| 90 kg   | Michel Grangier    | Ayhan Taşkin            | Atef Mahayri          |
| 100 kg  | Mehmet Güçlü       | Dimitrios Spirydopoulos | Youssef Diba          |
| +100 kg | Kenan Ege          | Lofti Amira Mahmoud     | Youssef Saddick       |

### Lotta greco-romana
| Evento  | Oro               | Argento             | Bronzo             |
| 48 kg   | Salih Bora        | Mohamed Ragueb      | Vicente Sánchez    |
| 52 kg   | Bambis Cholidis   | Antonino Caltabiano | Soubaia            |
| 57 kg   | Ivan Frgić        | Ali Laszkar         | Agostino di Mauro  |
| 62 kg   | Erdoğan Koçak     | Stelios Mijakis     | Domenico Giuffrida |
| 68 kg   | Sreten Damjanović | Mustafa al-Fiki     | Erol Mutlu         |
| 74 kg   | Gian-Matteo Ranzi | Murat Toklu         | Nojislav Tabacki   |
| 82 kg   | Momir Petković    | Ömer Suzan          | André Bouchoule    |
| 90 kg   | Aslan Islan       | Darko Nišavić       | Michel Grangier    |
| 100 kg  | Moharem           | Mehmet Güçlü        | Ahmed Ahmida       |
| +100 kg | Ömer Topuz        | Danji               | Hasan Biszara      |

## Medagliere
| Posizione | Paese      | Oro | Argento | Bronzo | Totale |
| --------- | ---------- | --- | ------- | ------ | ------ |
| 1         | Turchia    | 11  | 4       | 2      | 17     |
| 2         | Jugoslavia | 4   | 3       | 3      | 10     |
| 3         | Francia    | 2   | 1       | 3      | 6      |
| 4         | Grecia     | 1   | 6       | 1      | 8      |
| 5         | Italia     | 1   | 2       | 3      | 6      |
| 6         | Siria      | 1   | 0       | 5      | 6      |
| 7         | Egitto     | 0   | 3       | 0      | 3      |
| 8         | Marocco    | 0   | 1       | 0      | 1      |
| 8         | Spagna     | 0   | 0       | 1      | 1      |
| 8         | Libia      | 0   | 0       | 1      | 1      |
| 8         | Libano     | 0   | 0       | 1      | 1      |
| Totale    | Totale     | 20  | 20      | 20     | 60     |